# سیاست تغییرات اقلیمی ایالات متحده آمریکا
سیاست تغییرات اقلیمی ایالت متحده آمریکا تأثیرات چشمگیری روی تغییر اقلیم جهانی و به تعویق انداختن تغییرات جهانی آب و هوا دارد. دلیل این امر این است که ایالات متحده آمریکا پس از چین در دره دوم در فهرست کشورهایی با بیشترین میزان انتشار گزهای گلخانه‌ای قرار دارد و همچنین یکی از کشورهایی است که سرانه انتشار گازهای گلخانه‌ای در آن دارای بالاترین مقدار است. به‌طور کلی، ایالات متحده آمریکا بیش از ۴۰۰ میلیون تن گاز گلخانه‌ای را منتشر کرده‌است که بیش‌تر از هر کشور دیگری در جهان است.
سیاست تغییر اقلیم در سطوح محلی، استانی، و فدرال حکومتی توسعه داده شده‌است. تغییر اقلیم جهانی در ابتدا در سیاست ایالات متحده آمریکا در اوایل دهه ۱۹۵۰ مطرح شد. آژانس حفاظت محیط زیست (EPA) تغییرات آب و هوایی را به صورت "هر تغییر چشمگیر در معیارهای اقلیمی که برای دوره زمانی مشخصی ادامه داشته باشد تعریف کرده‌است. در صل، تغییرات اقلیمی شامل تغییرات عده در دما، بارش، یا الگوهای وزش باد، و همچنین سایر تأثیراتی است که در طی چندین دهه یا مدت زمان طولانی‌تر اتفاق افتاده‌اند. سیاست آمریکا که بزرگ‌ترین سرمایه‌گذاری روی کاهش تغییرات اقلیمی است، اقدام کاهش تورم ۲۰۲۲ نام دارد.
سیاست تغییر اقلیم باعث قطبی شدن برخی گروه‌های سیاسی و سایر سازمان‌ها شده‌است. حزب دموکرات جزو حامیان سیاست‌های کاهش تغییرات اقلیمی است در صورتی که حزب جمهوری‌خواه نسبت به تأثیرات آن بر تجارت دارای تردید است و همچنین از تغییرات آهسته‌تر، انفعال‌گرایی، یا وارونگی ارتجاعی آشکار سیاست‌های کاهش تغییرات اقلیمی موجود حمایت می‌کند. بیشترین لابی گری در مورد سیاست‌های آب و هوایی در ایالات متحده توسط شرکت‌هایی انجام می‌شود که به شکل آشکار با کاهش انتشار کربن مخالف هستند.

## سیاست‌های فدرال

### قانون بین‌المللی
اگرچه ایالات متحده آمریکا یکی از امضاکنندگان پیمان کیوتو است ولی نه این پروتکل را تصویب کرده و نه از آن خارج شده‌است. در سال ۱۹۹۷، سنای آمریکا به اتفاق آرا و بر اساس قطعنامه برد-هاگل رای داد که سنا بر این باور است که ایالات متحده نباید پیمان کیوتو را امضا کند. در سال ۲۰۰۱، کاندولیزا رایس مشاور سابق امنیت ملی اعلام کرد که این پروتکل برای دولت یا کنگره قابل قبول نیست.
در اکتبر ۲۰۰۳، توسط پیتر شوارتز و راگ راندال گزارشی را با عنوان سناریوی تغییر اقلیم ناگهانی و پیامدهای آن برای امنیت ملی ایالات متحده منتشر کرد. نویسندگان این‌طور نتیجه‌گیری کرده بودند که "این گزارش بیان می‌کند که به دلیل پیامدهای بالقوه جدی، خطرات تغییرات اقلیمی ناگهانی اگرچه غیرقطعی و تقریباً کوچک هستند ولی باید فراتر از یک بحث علمی به عنوان یک نگرانی برای امنیت ملی ایالات متحده به حساب بیایند.

### کنگره
در اکتبر سال ۲۰۰۳ و پس از آن در ژوئن ۲۰۰۵، قانون نظارت بر آب و هوا مک کین-لیبرمن در سنای ایالات متحده رای نیاورد. در رای‌گیری سال ۲۰۰۵، جمهوری‌خواهان با ۴۹–۶ با این لایحه مخالفت کردند در صورتی که دموکرات‌ها با ۳۷–۱۰ از آن حمایت نمودند.
در ژانویه سال ۲۰۰۷، خانم نانسی پلوسی رئیس مجلس دموکرات نمایندگان اظهار داشت که کمیته فرعی کنگره ایالات متحده را جهت بررسی گرمایش جهانی تشکیل می‌دهد. سناتور جو لیبرمن گفت: "من مشتاق به انجام کاری هستم". بر اساس موارد ذکر شده نرسیدن به این نتیجه که سیاست گرمایش جهانی تغییر کرده‌است و اجماع جدیدی برای اقدام در حال ظهور است و این یک اجماع دو حزبی است کار دشواری است." سناتورها برنی ساندرز و باربارا باکسر در ۱۵ ژانویه سال ۲۰۰۷ قانون کاهش آلودگی گرمایشی جهانی را معرفی کردند.